# Амерички рат за независност
Амерички рат за независност (енгл. American Revolutionary War; 1775—1783), који је такође познат и као Амерички револуционарни рат, је био рат између Краљевине Велике Британије и тринаест „Уједињених колонија“ (Њу Хемпшир, Масачусетс, Роуд Ајланд, Конектикат, Њујорк, Њу Џерзи, Пенсилванија, Делавер, Мериленд, Вирџинија, Северна Каролина, Јужна Каролина и Џорџија). Рат је представљао врхунац политике Америчке револуције током које су колонисти хтели да збаце британску власт. Битком код Лексингтона (18. априла 1775) отпочео је рат за стицање независности. Током рата, 4. јула 1776. донета је Декларација независности и проглашена самосталност од британске круне.
Британци су у међувремену сакупљали велику војску да угуше побуну. Нанели су значајне поразе америчкој побуњеничкој војсци, сада под командом Џорџа Вашингтона, заузели Њујорк 1776. и Филаделфију 1777. Међутим, нису били способни или вољни да им нанесу завршни ударац. Британска стратегија се ослањала на мобилизовање лојалистичких милиција, које су потпуно регрутовали тек крајем рата. Лоша координација је помогла неуспеху британског напредовања према Обланију 1777, што је за последицу имало заробљавање британске војске након битака код Саратоге.
Француска, Шпанија и Низоземска република су потајно пружали револуционарима залихе, муницију и оружје од 1776. Америчка победа код Саратоге је убедило Француску да уђе у рат отворено, приморавши Британију да преусмери војску на друга бојишта. Француска помоћ се показала пресудном, али и скупом, пошто је уништила француску привреду и увела земљу у велике дугове. Шпанија и Низоземска република су такође ратовали наредне четили године, претећи инвазијом Велике Британије и озбиљно угрозивши британску моћ војним операцијама у Европи, Азији и на Карибима.
После 1778, Британија је преусмерила своју пажњу на јужне колоније, што јој је донело почетне успехе када су поново освојили Џорџију и Каролину 1779. и 1780. Британске снаге су покушале да потчине Вирџинију 1781, али је француска поморска победа изван залива Чесапик довела до француско-америчке опсаде Јорктауна и заробљавања 7.000 британских војника. Овај пораз је сломио вољу Британије за даљим ратовањем. Ограничене борбе су се наставиле кроз 1782, када су почели мировни преговори. Париским миром из 1783. је окончан рат и признат је суверенитет САД на територији грубо ограничено данашњом Канадом на северу, Флоридом на југу и реком Мисисипи на западу. Склопљен је и шири међународни мир, ком је размењено још неколико територија.

## Позадина

### Порези
Крај Седмогодишњег рата 1763. (Француског и индијанског рата у Северној Америци) је донео Великој Британији успех у протеривању Француза из Северне Америке, али такође и велики дуг. Порези у Великој Британији су већ били врло високи и мислило се да би америчко колоније требало да плаћају за војнике стациониране тамо. Парламент је марта 1765. усвојио Закон о таксеним маркама, који је од 1. новембра колонијама први пут увео директне порезе. Међу америчким говорницима ово је наишло на јаку осуду, који су тврдили да њихова права као Енглеза значе да се њима не могу наметати порези, јер нису имали своје представнике у Парламенту. У исто време колонисти су одбили решење да им се омогући заступање у парламенту, тврдећи да им њихови локални услови чине то немогућим.
Грађанска непослушност је спречила спровођење овог закона, а организовани су бојкоти британске робе. Отпор је био неочекиван међу Британцима. Промена владе у Британији је довела до повлачења Закона о таксеним маркама, али такође и до усвајања Деклараторног акта, који је тврдио да су „наведене колоније и плантаже у Америци биле, јесу и биће подређене и зависне од империјалне круне и парламента Велике Британије”.
У својим изјавама Американци су сматрали све унутрашње порезе као што је Закон о таксеним маркама за незаконите, али не и спољашње порезе као што су царинске дажбине. Парламент је 1767. усвојио Таунзендов акт, који је увео царине на разну британску робу извожену у колоније. Американци су и ово брзо осудили као незаконито, јер намера овог је била да се увећају дажбине, а не да се регулише трговина. У Бостону су 1768. избили немири због покушаја да се спречи кријумчарење и око 4000 британских војника је послато да заузму град. Парламент је претио становницима Масачусетса оптужбама за издају Енглеске. Незастрашени, колонисти су основали нова удружења како би бојкотовали британску робу, мада мање успешно него прошли пут пошто се роба која је подлегала Таузендовом закону широко користила. У марту 1770. пет колониста је убијено у "Бостонском масакру", изазвавши бес. Парламент је 1770. покушао да удовољи Американцима укидајући све порезе осим пореза на чај.
Да би спасила Источноиндијску компанију од финансијских потешкоћа, Британци су 1773. покушали да увећају њену трговину чајем смањујући цену чаја и именујући неке трговце у Америци да га примају и продају. Искрцавању овог чаја су се одупирало све колоније, и када је краљевски гувернер Масачусетса одбио да из Бостона пошаље назад бродове са чајем, Синови слободе су бацили кутије чаја у море.

### Криза
Нико није био кажњен због Бостонске чајанке и Парламент је 1774. наредио да се бостонска лука затвори све док се не плати за уништени чај. Затим је усвојио Акт о управљању Масачусетсом да би казнио побуњену колонију. Горњи дом масачусетског парламента би именовала Круна, што је већ био случај са колонијама као што су Њујорк и Вирџинија. Краљевски гувернер би могао да именује и уклања по својој вољи све судије, шерифе и друге извршне званичнике и да ограничава месне скупове. Судије би се бирале међу шерифима, а британским војницима би било суђено ван колонија за наводне прекршаје. Све ово су амерички Патриоти назвали Неподношљивим законима.
Иако ове акције нису биле без преседана (Масачусетска повеља је већ једном била замењена 1691), становништво колоније је било разјарено. Месни скупови су као резултат донели Сафочке одлуке, декларацију да неће сарађивати са краљевским званичницима. У октобру 1774. основан је незаконити „покрајински конгрес” који је преузео управу над Масачусетсом изван окупираног Бостона и започео је са обуком милиција у случају сукоба.
У међувремену, у септембру 1774. представници осталих колонија су сазвали Први Контитентални конгрес да би одговорили на кризу. Конгрес је одбацио План о унији да се образује амерички парламент који би могао да одобрава или одбија актове британског парламента. Уместо тога, они су подржали Сафочке одлуке и захтевали су одбацивање свих параламентарних аката усвојених после 1763, а не само пореза на чај и Неподношљивих закона. Заступали су да британски парламент нема надлежност над унутрашњим питањима у Америци, али би се „весело сагласили” на регулацију трговине, укључујући и царине за добробит Британске империј. Такође су захтевали да Британија призна да је њено једнострано стационирање војске у колонијама у време мира било противзаконито. Иако Конгрес није имао никаквог правног ауторитета, наредио је оснивање патриотског комитета који ће спроводити бојкот британске робе од 1. децембра 774.
Међутим, овај пут Британци неће одступити. Едмунд Бурк је покренуо захтев да се одбију сви акти парламента на који су се Американци жалили и да се Британија одрекне свих права да опорезује добит, али је поражен са 210 против и 105 за. Парламент је изгласао да се ограничи сва колонијална трговина са Британијом, да им се онемогући риболов у водама Њуфаундленда и да се увећа величина војске и морнарице за 6000 људи. У фебруару 1775. премијер лорд Норт је предложи да се не намећу порезу ако би колоније саме давали фиксиране прилоге. Ово би заштитило пореска права колонија од било каквих будућих кршења, док би им могле да доприносе одржавању империје. Овај предлог је Конгрес свеједно одбио као „подмукао маневар” у јулу 1775. када су већ отпочели сукоби.

## Почетак рата и учесници
Рат је почео 18. априла 1775. битком код Лексингтона. Почетком рата Американци нису поседовали праву војску. Сваку колонију је бранила локална милиција. Јединствена војска се формира у мају 1775. под командом Џорџа Вашингтона. Побуњеници су располагали снагама од око 250.000 војника, што у регуларној војсци, што у милицији.
Афроамериканци, било слободни или робови, ратовали су на обе стране. Новембра 1775. Британци су дали слободу свим робовим који су борили на њиховој страни, што је охрабрило и многе друге да им се прикључе. Током 1779. 10.000 црнаца је дезертирало из побуњеничких редова и прикључило се Британцима.
Већина америчких Индијанаца источно од реке Мисисипи нашло се на територији захваћеној ратним сукобом. Већина њих је била неодлучна у избору стране, па је њих око 13 000 пришло Британцима.

## Север
Пре рата Бостон је представљао јако упориште присталица револуције. Ту се и одиграла чувена Бостонска чајанка, када је у море бачен већи део товара са бродова који су превозили чај из Енглеске, за потребе колонија. Британска команда у Бостону располагала је са 4000 војника, али је територија била под контролом побуњеника. Након битке код Лексингтона Британцима је стигло појачање снаге од око 4500 војника. Налазили су се под командом генерала Вилијама Хауа. Одмах по приспећу укључили су се у окршај. Енглези су добили битку, али уз тешке губитке па нису били у стању да наставе потеру за побуњеницима.
У мају 1775. Џорџ Вашингтон је заузео Форт Тајкондерогу. Тиме је заузео важан стратешки положај и Хау је морао да заповеди евакуацију Бостона 17. марта 1776. Након тога Вашингтон је са главнином својих снага кренуо ка Њујорку.

## Канада
За време борби око Бостона, Конгрес је упутио позив Французима у Канади да им се придруже као четрнаеста колонија. Када су Французи одбили позив, Конгрес је наредио напад на Канаду. Намера је била да се Британци протерају из две колоније - Квебека и Онтарија.
Дана 16. септембра 1775. Ричард Монтгомери повео је војску из тврђаве Тајкондерога према Монтреалу и заузео га 13. новембра исте године. Гувернер Канаде побегао је у град Квебек.
Друга војска која је кренула према Квебеку, са генералом Бенедиктом Арнолдом опколила је Квебек. Монтгомери са својим војницима им се придружио након заузимања Монтреала. Отпочели су напад на Квебек 31. децембра али су претрпели пораз. Остали су тамо све до пролећа 1776. када су се повукли.
Следећи покушај освајања Квебека је пропао у бици код Троис-Ривериса 8. маја 1776. Британци су кренули у контранапад и поразили Арнолда у бици код острва Валкур. Арнолд је био принуђен на повлачење ка тврђави Форт Тајкондерога одакле је и започео кампању.
Напад на Канаду се катастрофално завршио по Американце, али је тиме био одложен Британски против удар, све до битке код Саратоге.

## Њујорк и Њу Џерзи
Након повлачења својих трупа из Бостона генерал Хау се усредсредио на освајање Њујорка, који је тада заузимао само јужни појас острва Менхетн. Хауова војска је стигла на Статен Ајланд 30. јуна 1776. и заузела га је без отпора. Да би одбранио град генерал Вашингтон је својих 20.000 војника распоредио од Менхетна па све до Лонг Ајленда. Док су се Британци и недавно унајмљени хесени искрцавали код Стејтен Ајланда, Вашингтон је прочитао Декларацију независности својим људима и грађанима Њујорка. 
Вашингтонов положај је био изузетно опасан јер је поделио своју војску између Менхнетна и Лонг Ајленда, чиме их је обе изложио поразу. Британци су искрцали око 22.000 војника на Лонг Ајленд крајем августа и 27. августа 1776. поразили побуњеничку војску у највећој бици у рату, заробивши преко 1000 људи и принудили побуњенике на повлачење до Бруклинa. Хау се ту утврдио и одатле је отпочео напад на Менхетн, где се Вашингтон повукао са својим људима.
Дана 15. септембра Хау је искрцао 12.000 људи на Менхетн и недуго после тога преузео је контролу над читавим градом. Побуњеници су се повукли ка Харлему, где су их поново напали Британци, али су они тај напад успешно одбили. У октобру Хау је покушао да изврши опкољавање Вашингтонових трупа. Да би избегао опкољавање својих јединица, он је поново наредио повлачење. То је био увод у битку код Вајт Плејнса која се одиграла 28. октобра 1776. и опет је епилог био исти, повлачење Американаца. Хау је онда своје трупе повео на Менхетн и средином новембра је заузео Форт Вашингтон. Тамо је заробио 2.000 америчких војника.
Генерал Лорд Корнволис гонио је је Вашингтонове трупе кроз Њу Џерзи све док се Американци у децембру нису пребацили преко реке Делавер у Пенсилванији. Та зима је, све укупно гледајући била јако успешна за Британце, али су они пропустили прилику да потпуно униште побуњенике. Американци су изгубили око 5.000 војника, а Британци су све операције прекинули до пролећа.
Због тешких губитака и лошег положаја у којем су се нашли, Конгрес је био приморан да се измести изван Филаделфије, што је разочарало многе Американце, али је отпор британској колонијалној власти растао. Због тога се Вашингтон и одлучио за нови напад. Прешао је реку Делавер на Бадње вече и у бици код Трентона 26. децембра 1776. заробио више од 1000 хесенских војника.
Корнволис је намеравао да поврати Трентон, али је његову намеру осујетио Вашингтон, нападом на Британце код Принстона 3. јануара 1777. Милиција је наставила да задаје проблеме црвеним мундирима на том подручју, па су се он повукли у Њујорк и утврђења око њега.

## Саратога и Филаделфија
Британци су своје замисли за 1777. годину намеравали да спроведу помоћу две армије: Карлтонове у Канади и Хауове у Њујорку. Када је у Лондону лорд Џорџ Гермајн дознао за планове операција, већину је отказао због лошег планирања и ривалитета који владао између два заповедника. Хау је успешно спровео своје намере око заузимања Филаделфије, док је северна војска била потучена у бици код Саратоге. После кампања које су спровели 1777. године, оба команданта су поднела оставке.

### Битка код Саратоге
Прва акција у 1777. била је она предвођена генералом Бергојном у Канади. Циљ операција је био овладати територијом око језера Шамлејн и реке Хадсон, тако да колонија Нова Енглеска остане одвојена од осталих колонија. Бергојнов план се састојао из два дела. Прво би он повео 10.000 војника преко језера Шамлејн до града Олбанија у Њујорку, а друга група од 2000 војника коју би повео Бери Ст. Легер кретала би се током реке Мохок и поново би се спојила са Бергојном у Олбанију.
Бергојн је кренуо у јуну, а већ почетком јула заузео је Форт Тајкондерогу. Његов поход је био усмерен ка побуњеницима који су рушењем мостова и блокадом путева, отежавали кретање британских трупа.
Друга група која је трбала да пружи подршку Бергојновом наступању, је претрпела тежак пораз и Бергојноу се у Олбенију придружило свега 1000 војника. у међувремену, Ст. Легер, односно половина његове индијанске војске предвођене Џозефом Брантом, опколила је Форт Стенвикс. Американци и Индијанци који су ратовали на њиховој страни су пробили опсаду Форт Стенвикса, али су упали у заседу и тако је отпочела Битка код Орисканија 6. августа. Њима је у помоћ дошао Бенедикт Арнолд са својим људима и Ст. Легер се морао повући у Канаду.
Иако је био изгубио 6000 својих војника, Бергојн доноси одлуку да нападне Олбени. Америчка војска, снаге од око 8000 војника предвођена генералом Хорејтиом Гејтсом била је на положају око 16 km јужно од Саратоге. Бергојн је покушао надмудрити Американце, али су Американци схватили шта намерава да учини. Тако се нашао у безизлазној ситуацији, али се надао да ће му Хау притећи у помоћ. Од очекиване помоћи није било ништа, јер је Хау учествовао у операцијама око Филаделфије.
Локална милиција се придружила Гејтсу и он је почетком октобра располагао снагама од око 11 000 људи. Након тешког пораза у другој бици код Саратоге, Бергојн се предао 17. октобра 1777.
Саратог се често означава као прекретница рата. Ова победа је охрабрила Француску да уђе у рат против Велике Британије.

### Битка за Филаделфију
По заузимању Њујорка Хау се усредсредио на заузимање Филаделфије, града у коме се налазила побуњеничка влада. Генерал Хау је напредовао споро па је тек крајем августа искрцао 15 000 својих војника на крајњи север залива Чесапик.
Вашингтон је запосео положај измађу Хауа и Филаделфије, распоредивши тамо 11.000 војника, али их је брзо повукао због битке код Брендивајна 11. септембра 1777. И опет Конгресу није остало ништа друго него да напусти Филаделфију. Хау је успео да надмудри Вашингтона ушавши у потпуно небрањени град. Вашингтон је покушао да истера Британце из града али без успеха.
Након одбијања британског напада код Вајт Марша, Вашингтон се у децембру 1777. утврдио у Вели Форџу на отприлике око 32 km од Филаделфије. Тамо су остали током читаве зиме и пролећа. 2500 (од 10.000) Вашингтонових људи је страдало од разних болести. На пролеће Американци су се повукли из Вели Форџа.
Генерал Хенри Клинтон заменио је генерала Хауа на месту главнокомандујућег. Уласком Француске у рат положај Британаца се погоршао па је генерал Клинтон повукао своје трупе из Филаделфије и послао их је у Њујорк, који је био рањив због могућег Француског напада са мора. Вашингтон је напао Клинтона приликом повлачења из Филаделфије и у бици код Монмаута 28. јуна 1778. однео стратешки важну победу.
Клинтон се вратио у Њујорк непосредно пред пристизање француске флоте. Вашингтон се вратио у Вајт Плејнс (северни део града), па су се обе стране нашле у истој ситуацији као и пре две године.

## Рат изван граница САД
Године 1778, побуна колонија је прерасла у сукоб много ширих размера. Након Америчке победе код Саратоге у рат улази и Француска, на страни побуњеника.
Шпанија као савезник Француске у јуну 1779. се укључује у сукоб. За разлику од Француске Шпанија није признала независност Америчким колонијама, страхујући да ће то охрабрити и њихове колоније да учине исто.
Године 1780, и Холандија следи пример Француске и Шпаније. Све три државе давале су материјалну помоћ Америци, надајући се да ће евентуални пораз Велике Британије пољуљати њену моћ.

### Поморски рат
На почетку рата, Британска флота је била осетно јача од побуњеничке. Располагали су са око 100, углавном застарелих бродова, али је и то било много више него што је противник имао. На почетку сукоба су они само служили за транспорт копнене војске и за заштиту трговачких бродова.
Американци заправо нису ни имали праву флоту, већ су се ослањали на спорадичне нападе у којима су учествовали мали бродови који су више настојали да изазову пометњу и страх, него што су стварно наносили неку штету Краљевској морнарици. Конгрес је октобра 1775. наредио стварање мале флоте која би нападала само трговачке бродове избегавајући сукобе са непријатељским бојним бродовима. Џон Пол Џонс се прославио заузимањем брода Дрејк 24. априла 1778. То је представљало прву победу побуњеника у поморском рату.
Француски улазак у рат променио је однос снага. Неуспех америчких операција на Роуд Ајланду 1778. и Савани (држава Џорџија) 1779. био је проузрокован различитим циљевима Американаца и Француза. Французи су прво намеравали да заузму Западну Индију и тек онда помогну побуњеницима. Французи су наставили да пружају финансијску помоћ Американцима, која је за њих била од пресудног значаја, а њихова стварна војна помоћ је отпочела тек јула 1780. доласком војске на чијем челу је био конте де Рочембау.
Шпанци су ушли у рат са намером да поврате Гибралтар и острво Менорку које су Британци заузели 1704. године. Опсада Гибралтара трајала је три године. Британски војници који су били у Гибралтару добили су појачање, храну и муницију, након победе адмирала Џорџа Роднија у бици која је названа "Битка на месечини", јануара 1780. Даљи француско-шпански напади били су одбијени и опсада Гибралтара је пропала. Успели су да освоје Менорку, која је остала под влашћу Шпаније и након рата.

### Индија и Холандија
Француско-британски рат се проширио на Индију у виду Другог англо-мисорског рата.
На једној страни био је султан Типу, владар Мисорског краљевства и Француски савезник, а на другој Британске трупе стациониране у покрајини Мадрас. Овај рат је завршен 1784. године, без правог победника.
Године 1780. Велика Британија је отпочела рат са Холандијом као последицу тога, што се Холандија сврстала на страну америчких побуњеника, и одржавала сталне трговачке контакте са њима. Четврти англо-холандски рат достигао је свој врхунац 1784. године и нанео је огромну штету холандској економији. Ово је био последњи покушај Холандије да постане глобална сила.

## Јужно ратиште
Током прве три године рата сви важнији сукоби одиграли су се на северу земље, а тек уласком Француске у рат, Велика Британија се окренула јужним колонијама. Надали су се да ће над њима контролу повратити регрутовањем лојалиста. Ова нова стратегија је подразумевала је и измештање Краљевске морнарице ближе Карибима како би заштитили своје колонијалне поседе од Француза и Шпанаца.
Дана 29. децембра 1778. Клинтонове трупе су заузеле Савану (држава Џорџија). Француско-Амерички покушај поновног преузимања контроле над Саваном 9. октобра није успео. Клинтон је затим опколио Чарлстон и заузео га 12. маја 1780. Уз минималне губитке Клинтон је заузео највећи град и луку југа, чиме је отворио врата освајању читавог југа.
Остаци америчке војске на југу су се повлачили према Северној Каролини уз сталну потеру војника пуковника Тарлтона. Тарлтон их је потукао код Вексхоуа 29. маја 1780. Након овог пораза Америчка милиција на југу се потпуно распала. Корнволис је преузео команду над свим Британским трупама на том подручју, док је Гејтс покушао реорганизовати побуњенике на тој територији. 16. августа 1780. Гејтс је претрпео један од најтежих пораза у читавој америчкој историји у бици код Камдена омогућавајући Корнволису да настави напредовање према Северној Каролини.
Корнволисови успеси нису дуго трајали; једно крило његове војске је потпуно разбијено у бици названој Битка у Краљевским планинама 7. октобра 1780. Ова битка је вођена између лојалиста са једне и побуњеника са друге. Након тога је и Тарлтон поражен у бици код Каупенса 17. јануара 1781. од стране америчког генерал Данијела Моргана.
Генерал Натанијел Грин, Гејтсов заменик, командовао је низом од неколико битака, и сваку од њих су добили Британци, али тиме нису постигли никакве стратешки значајније резултате. Грин је остао упамћен по моту који је често понављао: „Боримо се, губимо, уздижемо и опет боримо." Увидевши да не може да уништи Гринову војску Корнволис је кренуо на север према Вирџинији.
Марта 1781. Вашингтон је послао генерала Лафајета да заустави Корнволисов продор у Вирџинију. Млади Француз је нападао Корнволисове војнике, али је избегавао отворен сукоб, док му не пристигне појачање. После неколико неуспелих покушаја постављања замке Лафајету, Корнволис пребацује своју војску у Јорктаун (држава Вирџинија), где је сачекао пристизање бродова који су транспортовали његове трупе до Њујорка.

## Ратишта на северу и западу
Западно од Апалачких планина и уздуж канадске границе овај сукоб је прерастао у индијански рат. Већина племена је стала на страну Британаца.
Британци су снабдевали своје индијанске савезнике пушкама и барутом и подстрекивали њихове нападе на цивилно становништво, посебно у Конектикату, Њујорку и Пенсилванији.
Здружени напади Индијанаца и лојалиста на долину Вајоминга и долину Чери приморали су Вашингтона да пошаље Саливенову експедицију у то подручје лета 1779. Они су настојали да униште индијанске залихе хране, приморавајући их на тај начин да храну и заштиту потраже у Британским утврђењима у Канади.
У државама Охајо и Илиноис Џорџ Роџерс Кларк покушао је смањити британски утицај на племе Охајо заузимањем тврђава Каскасија и Висенс лета 1778. Када је генерал Хенри Хамилтон, командант Детроита, повратио Висенс, Кларк је изненадним маршом фебруара 1779. поново освојио тврђаву и заробио Хамилтона.
Године 1782, Пенсилванијска милиција је починила стравичан злочин, масакрирала је 100 Индијанаца који су били неутрални у овом рату. У августу 1782, у последњој великој бици на овом ратишту, Американци су доживели пораз. 200 припадника локалне милиције Кентакија, поражено је у бици код Блу Ликса.

## Јорктаун и крај рата
Почетком септембра, Француска морнарица је поразила Краљевску морнарицу у бици у заливу Чесапик спречавајући на тај начин снабдевање трупа лорда Корнволиса. Након те битке Вашингтон је био свестан да му се указала шанса да порази Корнволиса, те је он хитно повукао војску из Њујорка како би је спојио са Француском војском.
Француско-америчке снаге су располагале са око 17 000 људи који су отпочели опсаду Јорктауна. Корнволисов положај је био неодржив и он је наредио својим војницима да положе оружје 19. октобра 1781.
Предаја Британаца у Јорктауну није значила крај рата јер су Британци имали око 30.000 војника у Северној Америци и имали су контролу над Њујорком, Чарлстоном и Саваном. Обе стране су наставиле спровођење већ планираних операција на западу, северу и на мору.
У Лондону је подршка са наставак рата порасла након Јорктауна порасла зато што су Британци желели освету, па је премијер поднео оставку. У априлу 1782. у британском парламенту је изгласана подршка за завршетак рата. Рат је потрајао све до мировних преговора у Паризу 3. маја 1783.
Последњи Британски војник је напустио Њујорк 25. новембра 1783. године. Велика Британија није водила рачуна о интересима својих дојучерашњих индијанских савезника, па после неуспешних преговора између Индијанаца и владе САД, они су наставили рат.

## Последице
Тачан број погинулих у овом рату никада није утврђен. Као и у већини ратова тог доба више бораца је страдало од разних болести, него у оружаним дејствима. Историчар Џозеф Елис сматра да је Вашингтонова одлука да вакцинише своје војнике против малих богиња, можда и била пресудна за исход рата.
Око 25.000 Американаца је страдало током рата, њих 8.000 је погинуло у борби док је 17.000 умрло као последица болести, убрајајући и 8.000 њих који су страдали у заробљеништву. Број рањених и војних инвалида се кретао између 8.500 и 25.000, што је све укупно око 50.000 пострадалих Американаца.
Око 171.000 британских морнара је учествовало у овом рату. Од 25 до 50% њих је на то било присиљено. Њих 1.240 је страдало у борби, 18.500 је умрло од болести, посебно због недостатка витамина Ц. Баш због таквих услова и присиле 42.000 њих је дезертирало. Око 1.200 немачких војника је погинуло у борбеним дејствима, њих 6.354 умрло је од болести. Око 16.000 Немаца се вратило кући, а 5.500 је остало у САД као амерички грађани. Нема података о губицима лојалиста, Индијанаца, Француза, Шпанаца и британске пешадије.